# Кирилл (архимандрит Грузинский)
Архимандрит Кирилл (груз. კირილე) — архимандрит Грузинской православной церкви. Греческого происхождения.
В 1586 году он приезжал в Москву от имени своего царя просить Фёдора Иоанновича принять Иверию под своё покровительство; через два года извещал русского царя о принятии грузинами подданства и привозил ему подарки.
В 1603 году Кирилл вновь явился в Москву и посоветовал царю Борису построить каменную крепость в Тарках и еще две другие на реках Тузлуке и Буйнаке. С этой целью в 1604 году был организован поход под командованием окольничих воевод Иван Бутурлина и Осипа Плещеева. Кирилл имел поручение от Бориса устроить брак грузинского царевича Теймураза с Ксенией Борисовной и карталинской царевны Елены с Фёдором Борисовичем.